# Liste der Biografien/Ana–Anc
Liste der Biografien |
Portal Biografien |
Personensuche
# |
A |
B |
C |
D |
E |
F |
G |
H |
I |
J |
K |
L |
M |
N |
O |
P |
Q |
R |
S |
T |
U |
V |
W |
X |
Y |
Z |
?
 
Aa |
Ab |
Ac |
Ad |
Ae |
Af |
Ag |
Ah |
Ai |
Aj |
Ak |
Al |
Am |
An |
Ao |
Ap |
Aq |
Ar |
As |
At |
Au |
Av |
Aw |
Ax |
Ay |
Az
 
Ana–Anc |
And |
Ane |
Anf |
Ang |
Anh |
Ani |
Anj |
Ank |
Anl |
Anm |
Ann |
Ano |
Anp |
Anq |
Anr |
Ans |
Ant–Anz
Die Liste der Biografien führt alle Personen auf, die in der deutschsprachigen Wikipedia einen Artikel haben. Dieses ist eine Teilliste mit 378 Einträgen von Personen, deren Namen mit den Buchstaben „Ana“ – „Anc“ beginnt.

## Ana–Anc

### Ana
- Ana Lucía (* 1998), peruanisch-deutsche Kabarettistin
- Ana Terter, bulgarische Prinzessin und Königingemahlin von Serbien
- Ana, Marcos (1920–2016), spanischer Schriftsteller

#### Anab
- Anabela (* 1976), portugiesische Sängerin und Musicaldarstellerin
- Anabir, Noé (* 1995), Schweizer Basketballspieler
- Anabuki, Satoru (1921–2005), japanischer Jagdflieger im Zweiten Weltkrieg

#### Anac
- Anacaona (1464–1504), Königin des Volkes der Taíno
- Anacharsis, Skythe
- Anacharsis, Phara (* 1983), französische Leichtathletin
- Anacker, August Ferdinand (1790–1854), deutscher Komponist
- Anacker, Friedrich (1824–1887), deutscher evangelisch-lutherischer Theologe
- Anacker, Heinrich (1901–1971), schweizerisch-deutscher SchriftstellerHeinrich Anacker (1901–1971)

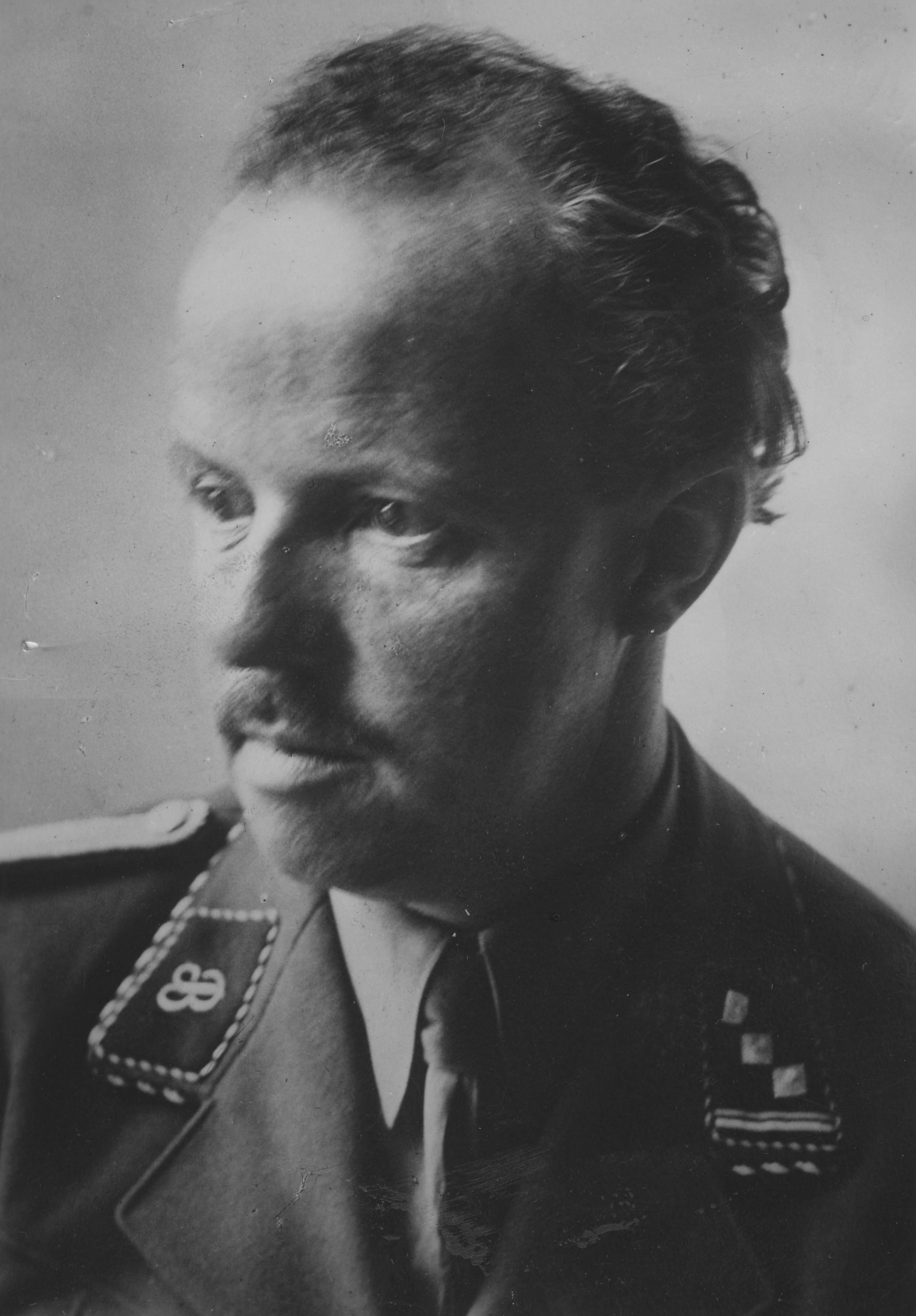
Heinrich Anacker (1901–1971)

- Anacker, Hermann (1917–2019), deutscher Radiologe
- Anacker, Michael (* 1968), deutscher Philosoph
- Anacker, Pedro (* 1962), deutscher Maler
- Anacker, Ulrich (1944–2018), deutscher Philosoph und Hochschullehrer
- Anacona, Winner (* 1988), kolumbianischer Radrennfahrer
- Anaconda, Endo (1955–2022), Schweizer Sänger, Songtexter und SchriftstellerEndo Anaconda (1955–2022)

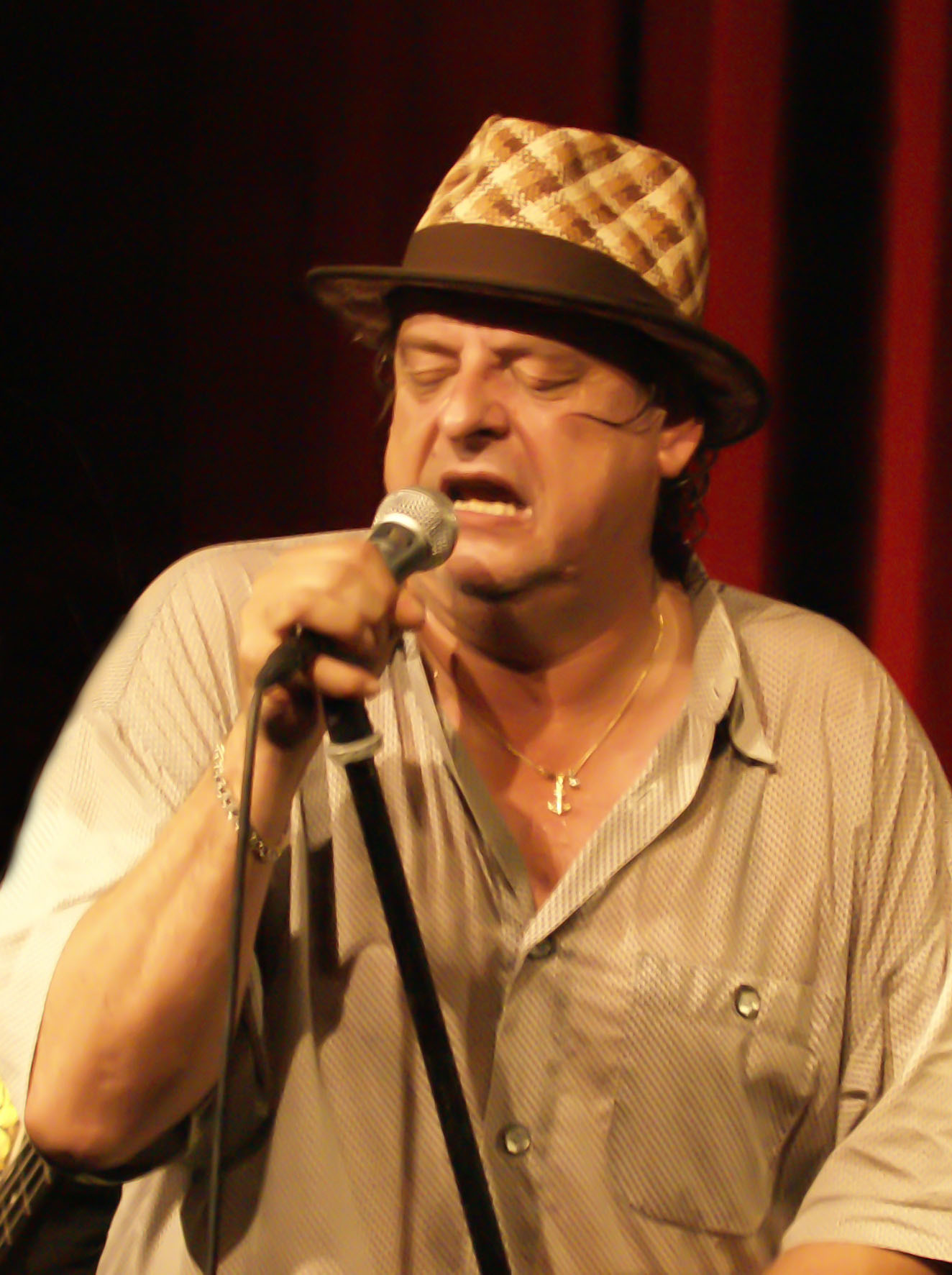
Endo Anaconda (1955–2022)

#### Anad
- Anadiotis, Nikos (* 1983), griechischer Politiker der Dimokratikó Patriotikó Kínima (NIKI)
- Anadol, Refik (* 1985), türkisch-amerikanischer Medienkünstler und Architekt
- Anadolis, Nikolas (* 1991), griechischer Jazzmusiker (Piano, Komposition)
- Anadologlu, Cihan (* 1981), deutscher Bartender, Gastronom, Unternehmensberater und Autor
- Anadrog, westslawischer Fürst in Mecklenburg oder Ostholstein 1036

#### Anae
- Anae, Tumua (* 1988), US-amerikanische Wasserballspielerin

#### Anag
- Anagastes, oströmischer Heermeister
- Anagbe, Wilfred Chikpa (* 1965), nigerianischer Ordensgeistlicher, römisch-katholischer Bischof von Makurdi
- Anagnastopol, Victor (* 1986), rumänischer Tennisspieler
- Anagnostakis, Manolis (1925–2005), griechischer Dichter des Existenzialismus
- Anagnostopoulos, Dimitri (* 1970), griechischer Schachspieler
- Anagnostopoulos, Georgios H., US-amerikanisch-griechischer Philosophiehistoriker
- Anagnostopoulos, Panagiotis († 1854), griechischer Kaufmann, Freiheitskämpfer und Mitglied der Filiki Eteria
- Anagnostopoulou, Chrysoula (* 1991), griechische Diskuswerferin
- Anagnostou, Chrissovalantis (* 1975), griechischer Fußballspieler
- Anagnostou, Marios (* 1999), griechischer Leichtathlet
- Anagnostou, Sabine (* 1965), deutsche Pharmaziehistorikerin
- Anagyrus-Maler, griechischer Vasenmaler

#### Anah
- Anahí (* 1983), mexikanische Schauspielerin und Sängerin
- Anahit Yulanda Varan (1917–2003), armenisch-türkische Musikerin
- Anahory, José (1991–2019), portugiesischer Musiker

#### Anai
- Anai, Takamasa (* 1984), japanischer Judoka
- Anai, Yuki (* 1988), japanische Badmintonspielerin
- Anais von Brienne, Geliebte Kaiser Friedrichs II. von Hohenstaufen
- Anaïs, Mademoiselle (1802–1871), französische Schauspielerin

#### Anak
- Anak Ahar, Jimmy (* 1981), bruneiischer Sprinter
- Anak Suren-Pahlav, Königsmörder und Stammvater der Gregoriden
- Anaka, Stacie (* 1987), kanadische Ringerin
- Anakin, Douglas (1930–2020), kanadischer Bobfahrer und Rodler
- Anakles, griechischer Töpfer
- Anaklet, Presbyter oder Episkopos in Rom (zwischen 76 und 95)
- Anaklet II. († 1138), Gegenpapst zu Papst Innozenz II.
- Anakreon († 495 v. Chr.), griechischer LyrikerAnakreon († 495 v. Chr.)

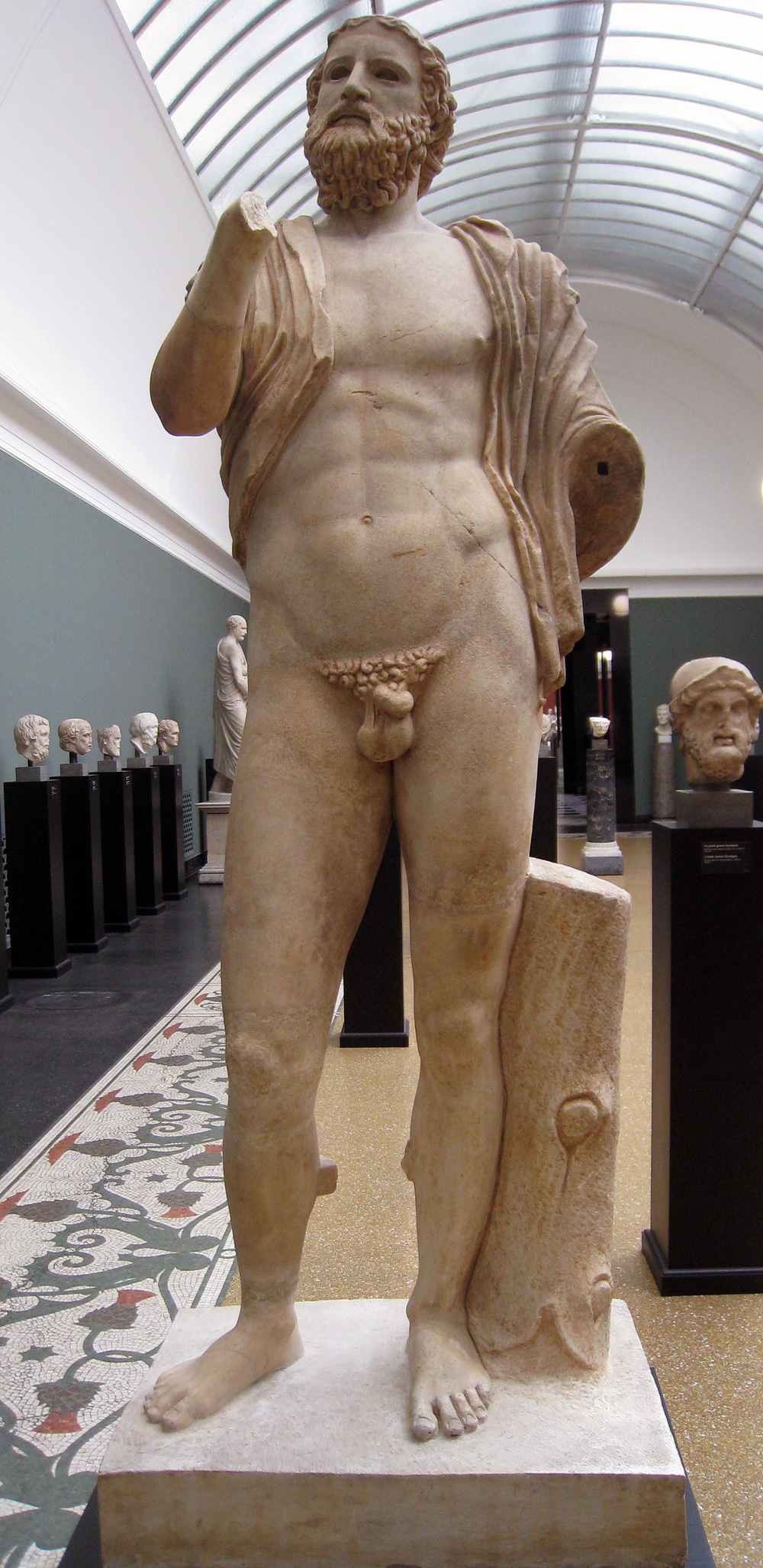
Anakreon († 495 v. Chr.)

- Anaku, Sadat (* 2000), ugandischer Fußballspieler

#### Anal
- Analatos-Maler, attischer Vasenmaler des frühen Protoattischen Stils
- Analayo, Bhikkhu (* 1962), deutscher Buddhist und Hochschullehrer
- Analis, Dimitri T. (1938–2012), griechischer Schriftsteller und Diplomat
- Analmaaje, nubischer König

#### Anam
- Anam, König von Uruk
- Anam, Mahfuz (* 1950), bengalischer Journalist
- Anam, Tahmima (* 1975), bangladeschisch-britische Schriftstellerin
- Anamar (* 1960), portugiesische Schauspielerin und Fado-Sängerin
- Anami, Korechika (1887–1945), japanischer General und Kriegsminister im Zweiten WeltkriegAnami Korechika (1887–1945)

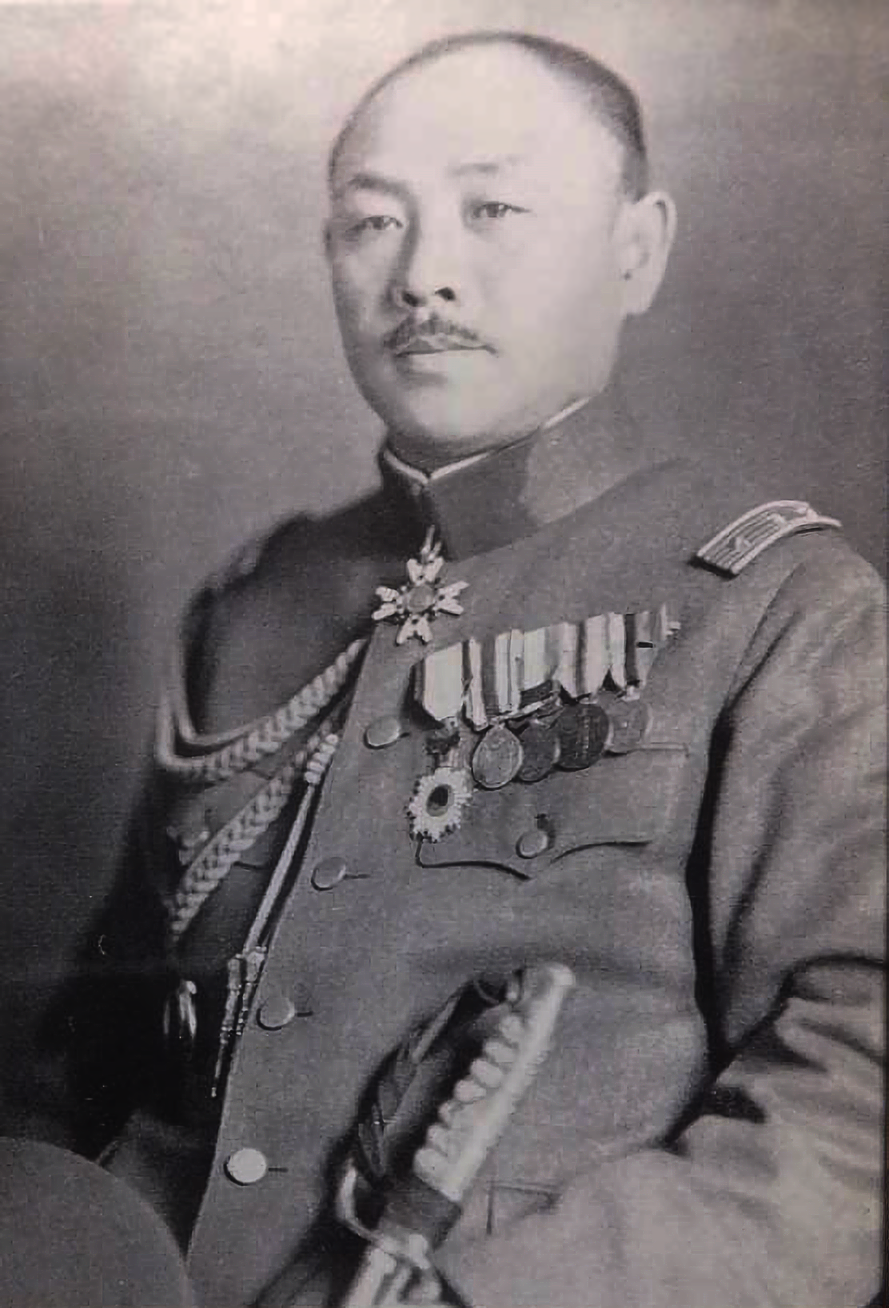
Anami Korechika (1887–1945)

#### Anan
- Anan Anwar (* 1986), thailändischer Popsänger, Traceur und Schauspieler
- Anan ben David, jüdischer Theologe
- Anan Buasang (* 1992), thailändischer Fußballspieler
- Anan Surattanasin (* 1998), thailändischer Fußballspieler
- Anan Yodsangwal (* 2001), thailändischer Fußballspieler
- Anan, Kobna, ghanaischer Schauspieler und ehrenamtlicher Kulturbotschafter Ghanas
- Anana, Dave, US-amerikanischer Biathlet
- Ananchai Thepsudee (* 2006), thailändischer Fußballspieler
- Anand Buradagunta, Chetan (* 1980), indischer Badmintonspieler
- Anand Panyarachun (* 1932), thailändischer Premierminister
- Anand, Anita (* 1967), kanadische Anwältin und Politikerin (Liberale Partei), Verteidigungsministerin Kanadas
- Anand, Anjali (* 1992), indische Schauspielerin
- Anand, Chetan (1915–1997), indischer Filmregisseur und -produzent
- Anand, Dev (1923–2011), indischer Schauspieler, Regisseur und Produzent
- Anand, Jojo (* 1959), indischer Geistlicher, römisch-katholischer Bischof von Hazaribag
- Anand, Margot (* 1944), französische Psychologin und Neotantra-Lehrerin
- Anand, Mulk Raj (1905–2004), indischer Roman- und Kurzgeschichtenautor sowie Kunstkritiker
- Anand, Sunaina (* 1980), indische Gewichtheberin
- Anand, Vijay (1934–2004), indischer Filmregisseur
- Anand, Viswanathan (* 1969), indischer Schachspieler und SchachweltmeisterViswanathan Anand (* 1969)

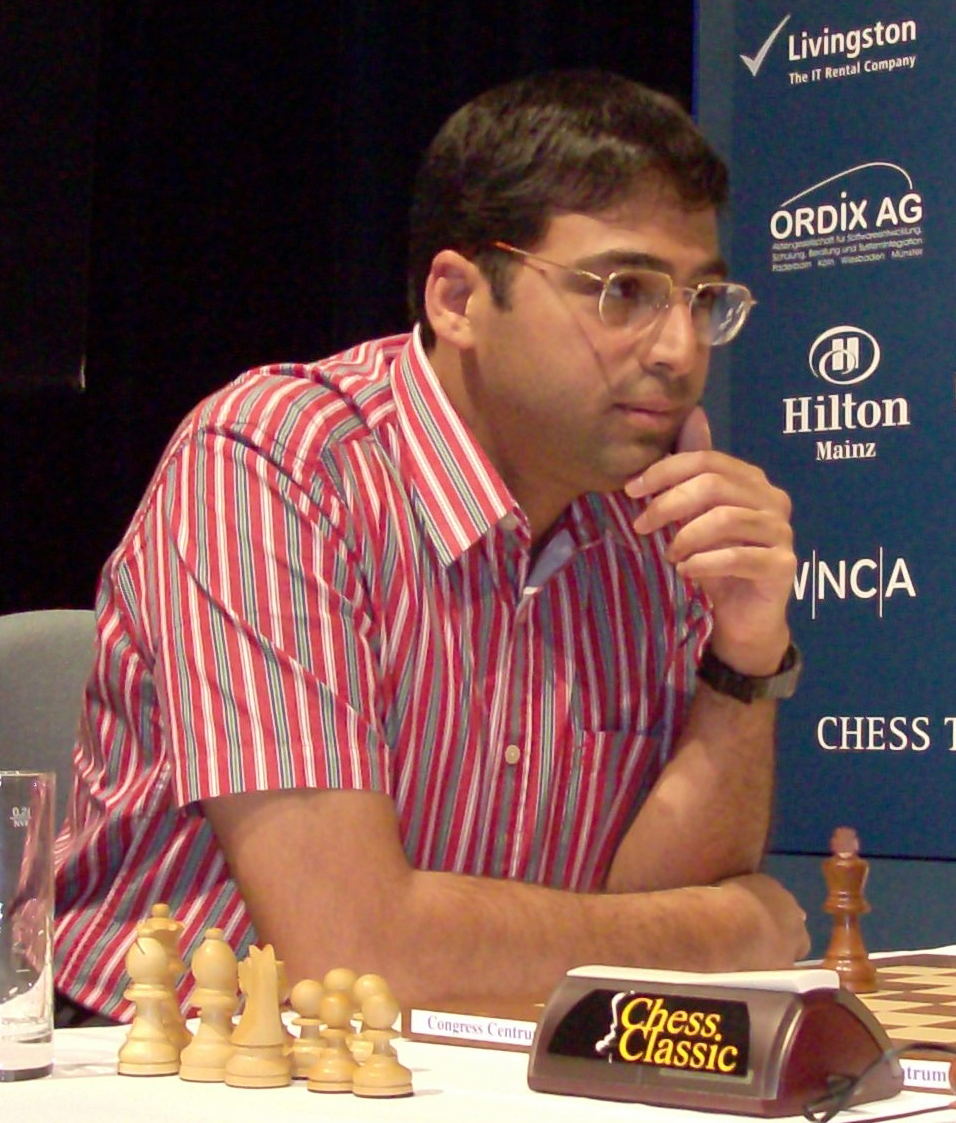
Viswanathan Anand (* 1969)

- Ananda, indischer Frühbuddhist und Cousin des Buddha
- Ananda Chandra, arakanischer König (heutiges Birma)
- Ananda Mahidol (1925–1946), thailändischer Adeliger, König von Thailand (1935–1946)
- Ananda, Gabriel (* 1977), deutscher DJ, Musiker und Labelbetreiber im Bereich der elektronischen Tanzmusik
- Anandam, Lourdu (* 1958), indischer römisch-katholischer Geistlicher, Bischof von Sivagangai
- Anandamayi Ma (1896–1982), indische spirituelle Meisterin
- Anandarayar, Antony (1945–2021), indischer Geistlicher, römisch-katholischer Erzbischof von Pondicherry und Cuddalore
- Anandkumar, Anima, indische Informatikerin
- Anane, Richard Winfred (* 1954), ghanaischer Politiker und Minister für Straßenverkehr in Ghana
- Anane, Soumeya (* 1993), britische Tennisspielerin
- Ananel, Hoherpriester in Jerusalem
- Anang, Eric Adjetey (* 1985), ghanaischer Bildhauer
- Anani, Jawad (* 1943), jordanischer Politiker und Wirtschaftswissenschaftler
- Anani, Mohsen (* 1985), ägyptisch-tunesischer Hammerwerfer
- Anania Schirakatsi (610–685), armenischer Gelehrter, Mathematiker und Geograph
- Anania von Mok († 965), Katholikos der Armenisch-Apostolischen Kirche und Schriftsteller
- Anania, Bartolomeu (1921–2011), rumänisch-orthodoxer Geistlicher und Schriftsteller
- Anania, Matteo (* 1984), italienischer Fußballspieler
- Anania, Maurizio (* 1969), italienischer Filmregisseur und Autor
- Ananiadis, Jorgo (* 1969), Schweizer Politiker
- Ananiaschwili, Nino (* 1963), georgische Primaballerina
- Ananidse, Dschano (* 1992), georgischer Fußballspieler
- Ananiew, Antonio (* 1965), bulgarischer Fußballspieler
- Ananiew, Borislaw (* 1955), bulgarischer Kanute
- Ananiew, Georgi (1950–2021), bulgarischer Politiker
- Ananiew, Nastimir (* 1975), bulgarischer Politiker (Volt)
- Ananikjan, Zolak (* 1987), armenischer Boxer
- Ananina, Jekaterina Sergejewna (* 1982), russische Badmintonspielerin
- Ananjan, Lewon (1946–2013), armenischer Journalist und Übersetzer
- Ananjewa, Natalija Borissowna (* 1946), sowjetische bzw. russische Herpetologin
- Ananjin, Michail Petrowitsch (1912–1991), sowjetischer Kriegsfotograf
- Ananjina, Marija Alexandrowna (1849–1899), russische Revolutionärin
- Ananka, Ljudmila (* 1982), belarussische Biathletin
- Ananou, Frederic (* 1997), togoisch-deutscher Fußballspieler
- Ananthamurthy, U. R. (1932–2014), indischer Schriftsteller
- Anantharaman, Nalini (* 1976), französische Mathematikerin
- Ananus ben Ananus († 68), jüdischer Hoherpriester

#### Anap
- Anapak, Hans (* 2001), deutsch-kamerunischer Fußballspieler
- Anaparambil, James Raphael (* 1962), indischer Geistlicher und römisch-katholischer Bischof von Alleppey

#### Anar
- Anar (* 1938), aserbaidschanischer Schriftsteller
- Anar, Sabri (* 1966), türkischer Geistlicher und chaldäisch-katholischer Erzbischof von Diyarbakır
- Anarat, Arda (* 1999), türkischer Schauspieler
- Anarawd ap Gruffydd († 1143), Fürst von Deheubarth in Südwales
- Anarawd ap Rhodri († 916), König von Gwynedd (Wales)
- Anari (* 1970), baskische Sängerin und Songwriterin
- Anarina, Nina Grigorjewna (* 1945), sowjetische bzw. russische Kunstwissenschaftlerin und Japanologin
- Anarkulow, Alisher (1968–2014), usbekischer Schachspieler
- Anarqulowa, Sana (* 1989), kasachische Volleyballspielerin

#### Anas
- Anas Al-Sharif (1996–2025), palästinensischer Journalist und Videoreporter
- Anas ibn Mālik, Gefährte und Diener des Propheten Mohammed
- Anas, Muhammed (* 1994), indischer Sprinter
- Anas, Omar (* 1933), sudanesischer Sportschütze
- Anasch, Robert (1907–1945), deutscher kommunistischer Widerstandskämpfer gegen den Nationalsozialismus
- Anaschkin, Alexander Michailowitsch (1902–1985), sowjetischer Luftfahrtingenieur
- Anaseini Takipo (1893–1918), Königin von Tonga
- Anasi, Natasha (* 1991), isländische Fußballspielerin
- Anasol (* 1976), kolumbianische Pop-Sängerin und Songwriterin argentinischer Herkunft
- Anastacia (* 1968), US-amerikanische Sängerin und SongwriterinAnastacia (* 1968)

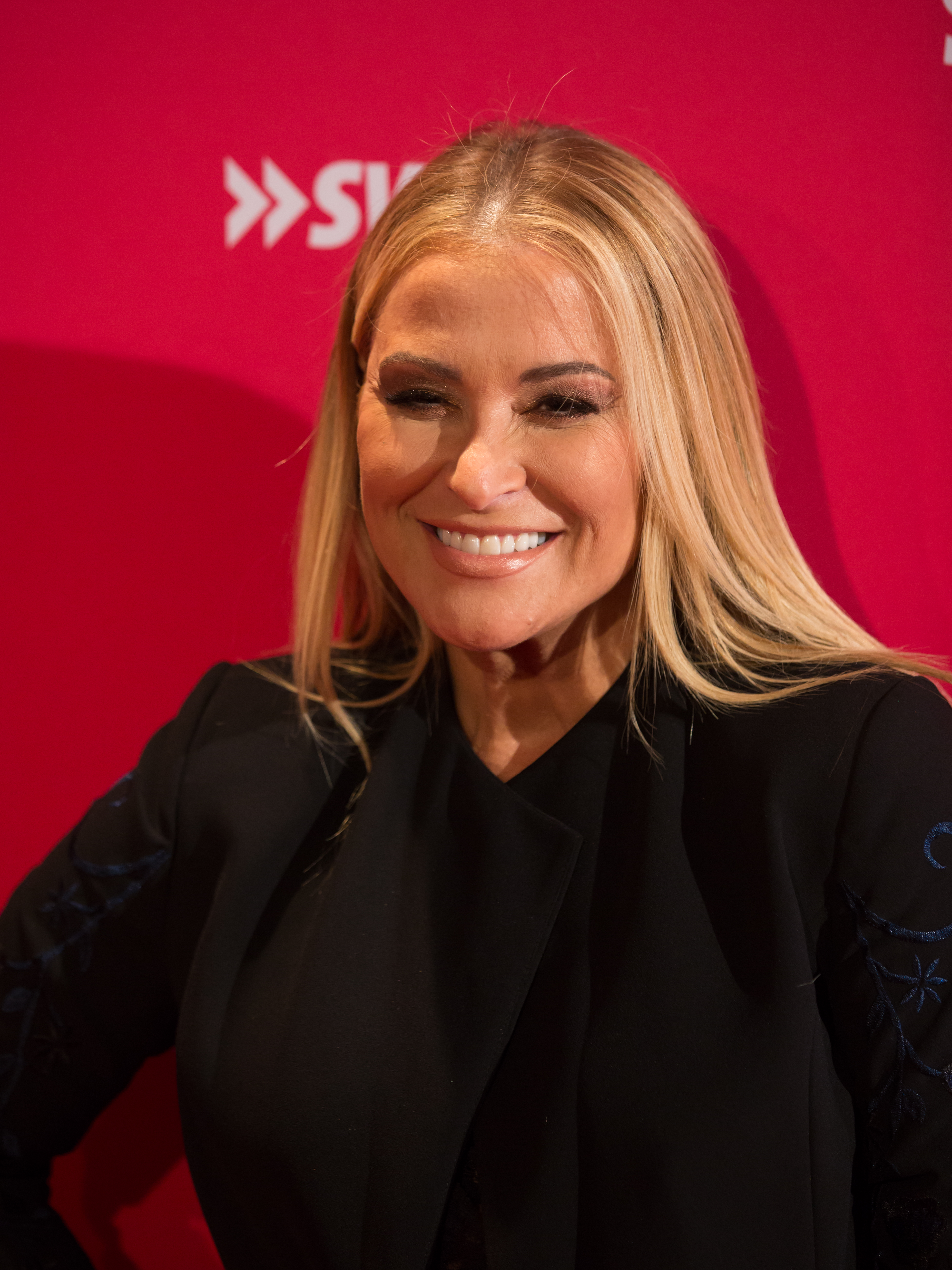
Anastacia (* 1968)

- Anastácio, Fabiana (1975–2020), afrobrasilianische Gospelsängerin
- Anastácio, Jaqueline (* 1987), brasilianische Handballspielerin
- Anastaise, französische Buchmalerin
- Anastas Akorezi († 667), armenischer Katholikos-Patriarch
- Anastas, Albert (* 1966), indischer römisch-katholischer Geistlicher, Bischof von Kuzhithurai
- Anastas, Ayreen (* 1976), israelisch-US-amerikanische Videokünstlerin
- Anastas, Benjamin (* 1969), US-amerikanischer Schriftsteller
- Anastasakis, Michalis (* 1994), griechischer Leichtathlet
- Anastase, Roberta (* 1976), rumänische Politikerin (PD-L), MdEP
- Anastasi, Andrea (* 1960), italienischer Volleyballer und Trainer
- Anastasi, Anne (1908–2001), US-amerikanische Psychologin
- Anastasi, Auguste Paul Charles (1820–1889), französischer Landschaftsmaler und Lithograf
- Anastasi, Francis (* 1933), französischer Radrennfahrer
- Anastasi, Giovanni (1765–1860), griechischer Kaufmann und Antikenhändler
- Anastasi, Giovanni (1861–1926), italienisch-schweizerischer Lehrer, Journalist und Schriftsteller
- Anastasi, Jean (1935–2020), französischer Radrennfahrer
- Anastasi, Joseph G. (1937–2005), US-amerikanischer Minister für ökonomische Entwicklung in Maryland und Wahlkampfmanager
- Anastasi, Pietro (1948–2020), italienischer Fußballspieler
- Anastasia, Heilige der christlichen Kirche und Märtyrer
- Anastasia, römische Kaiserin
- Anastasia († 1335), ruthenische Prinzessin
- Anastasia Michailowna Romanowa (1860–1922), durch Heirat Großherzogin zu Mecklenburg-SchwerinAnastasia Michailowna Romanowa (1860–1922)

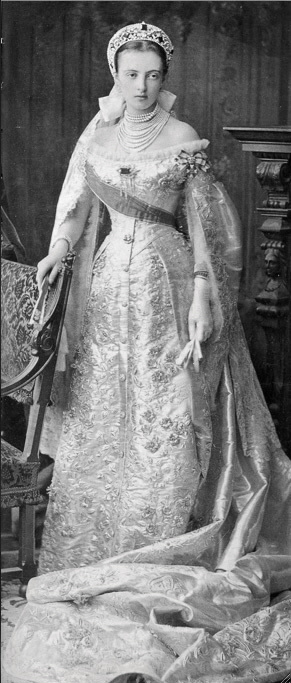
Anastasia Michailowna Romanowa (1860–1922)

- Anastasia von Brandenburg (1478–1534), Gräfin von Henneberg
- Anastasia von Griechenland (1878–1923), US-amerikanische Erbin und durch Heirat Mitglied des europäischen Adels
- Anastasia von Großpolen, durch Heirat Herzogin und Regentin von Pommern
- Anastasia von Hohenklingen († 1429), Fürstäbtissin des Fraumünsterklosters in Zürich
- Anastasia von Kiew (1021–1096), Königin von Ungarn
- Anastasia von Montenegro (1868–1935), Mitglied aus dem Haus Petrović-Njegoš
- Anastasia von Sirmium, Märtyrin und Heilige
- Anastasia von Tübingen, Äbtissin des Klosters St. Margarethen in Waldkirch
- Anastasia, Albert (1902–1957), US-amerikanischer Mafiaboss in New YorkAlbert Anastasia (1902–1957)

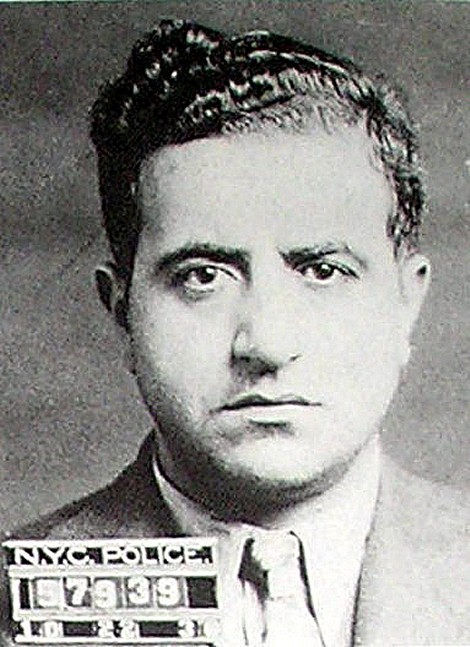
Albert Anastasia (1902–1957)

- Anastasia, Flavio (* 1969), italienischer Radsportler, Weltmeister im Radsport
- Anastasia, Teodoro (1843–1892), Schweizer Architekt und Ingenieur
- Anastasiadis, Efstratios (1919–2004), griechischer Agrarwissenschaftler
- Anastasiadis, Georg (* 1965), deutscher Zeitungsjournalist und Chefredakteur des Münchner Merkur
- Anastasiadis, Nikos (* 1946), zyprischer Politiker, DISY-Vorsitzender, Staatspräsident
- Anastasiadis, Nikos (* 1966), griechischer Skilangläufer und Biathlet
- Anastasiadou, Evangelia (* 2002), griechische Ruderin
- Anastasiadou, Meropi (* 1964), griechische Historikerin und Neogräzistin
- Anastasija Srpska († 1200), Fürstin und Heilige
- Anastasio (* 1997), italienischer Rapper
- Anastasio, Trey (* 1964), US-amerikanischer Gitarrist
- Anastasios († 823), byzantinischer Usurpator, Mitregent Thomas’ des Slawen
- Anastasios I. († 518), oströmischer KaiserAnastasios I. († 518)

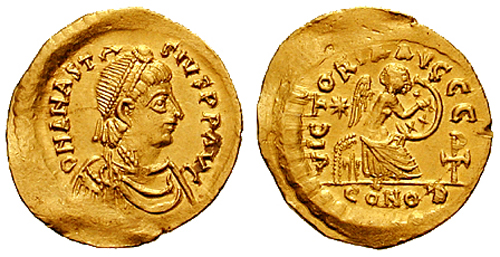
Anastasios I. († 518)

- Anastasios I. von Antiochien († 599), Patriarch von Antiochien
- Anastasios II. († 719), byzantinischer Kaiser (713–716)
- Anastasios II. von Antiochien († 609), Patriarch von Antiochien und Märtyrer
- Anastasios Quaestor, byzantinischer Dichter und Autor
- Anastasios Sinaites, Abt und Kirchenschriftsteller
- Anastasiou, Angelos (1950–2021), altkalendarischer orthodoxer Metropolit
- Anastasiou, Artemis-Melina (* 2000), griechische Sprinterin
- Anastasiou, Charis, griechisch-zyprischer Popsänger
- Anastasiou, Katerina (* 1973), griechische Skilangläuferin
- Anastasius der Perser († 628), Märtyrer und Heiliger der katholischen und der orthodoxen Kirche
- Anastasius I. († 401), Papst (27. November 399 bis Dezember 401)
- Anastasius II. († 498), Papst
- Anastasius III. († 879), Geistlicher und Kirchenschriftsteller
- Anastasius III. († 913), Papst (911–913)
- Anastasius IV. († 1154), Papst
- Anastasius, Flavius Anastasius Paulus Probus Sabinianus Pompeius, spätantiker Beamter und Konsul (517)
- Anastasopoulos, Dimitrios (* 1990), griechischer Fußballspieler
- Anastasopoulos, Ioannis (* 1976), griechischer Forscher für Geotechnik und Hochschullehrer
- Anastasopoulos, Mario (* 1967), deutscher American-Football-Spieler
- Anastasov, Mirko (* 1984), deutscher Basketballspieler
- Anastasovska-Obućina, Svetlana (* 1961), serbische Handballspielerin
- Anastassiades, Michelangelo (* 1969), deutsch-zyprischer Lebensmittelchemiker
- Anastassjan, Aschot (1964–2016), armenischer Schachgroßmeister
- Anastassowa, Arnaud (* 1988), französisch-bulgarischer Fußballspieler
- Anastopoulos, Nikolaos (* 1958), griechischer Fußballspieler und -trainerNikolaos Anastopoulos (* 1958)

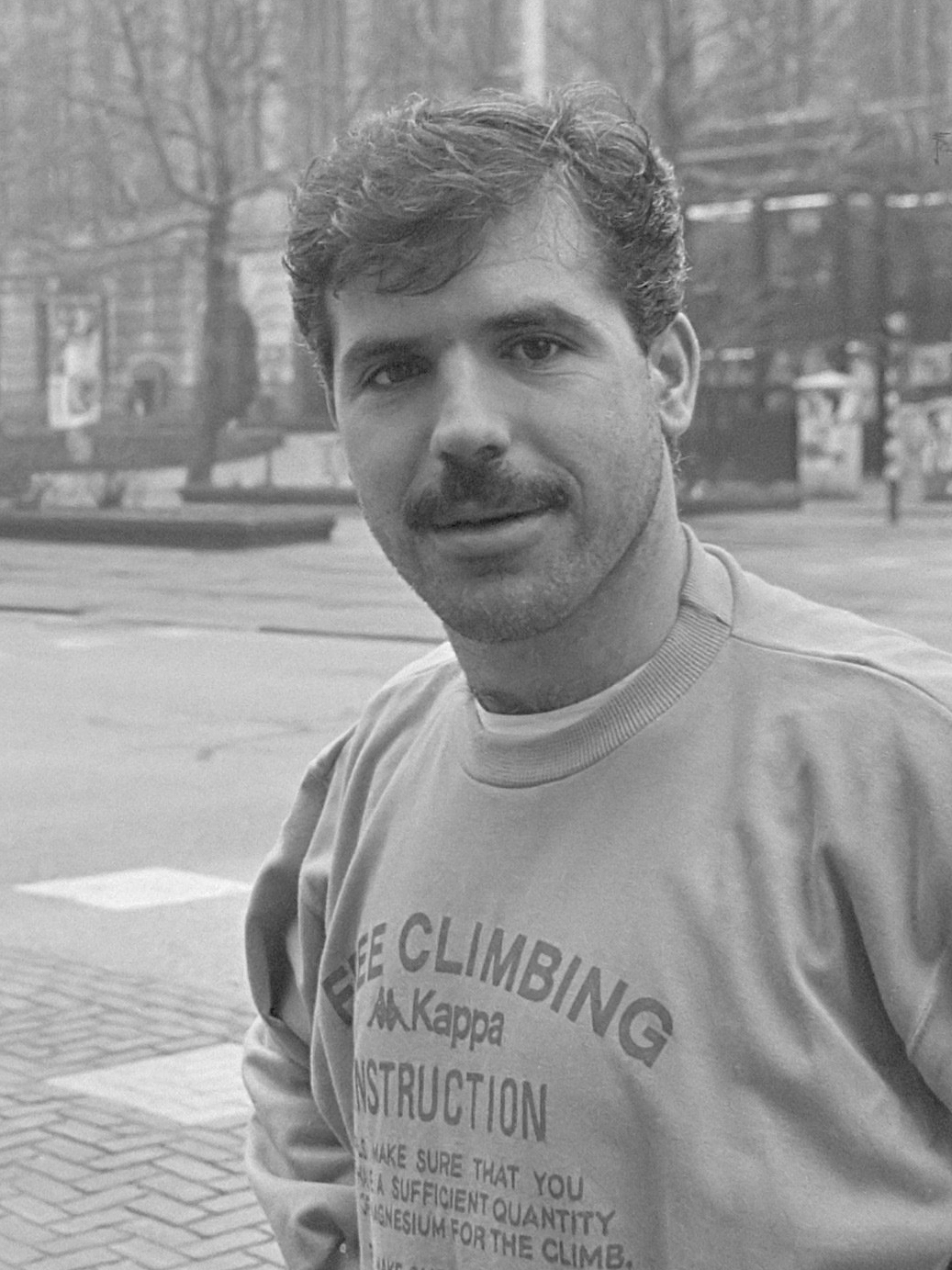
Nikolaos Anastopoulos (* 1958)

- Anastopoulos, Vasilis (* 1975), griechischer Radrennfahrer
- Anasuya, Alex (* 1982), deutsche Schauspielerin

#### Anat
- Anat, Vater Schamgars, eines Richters Israels
- Anatasak Rachmasri (* 1998), thailändischer Fußballspieler
- Anathalon, legendärer früher Bischof von Mailand
- Anather, altägyptischer Kleinkönig der 16. Dynastie
- Anathil, George M. (1932–2009), indischer Geistlicher, Bischof von Indore
- Anatol, Manuel (1903–1990), spanisch-französischer Fußballspieler und Leichtathlet
- Anatol, Niclas (* 1972), österreichischer Steinbildhauer und Maler
- Anatole, Christian (1937–1987), französischer Romanist und Okzitanist
- Anatolios, byzantinischer Staatsbeamter und Jurist
- Anatolios von Konstantinopel († 458), Patriarch von Konstantinopel
- Anatolios von Laodicea, Bischof von Laodicea, Mathematiker, Aristoteliker
- Anatoljewa, Anna Iwanowna (1926–1982), sowjetische Geologin
- Anatour, Marie († 1929), österreichische Theaterschauspielerin und Soubrette
- Anatra, Alexandra (1913–1973), deutsche Filmeditorin
- Anatra, Artur Antonowitsch (1878–1942), russischer Unternehmer und Luftfahrtpionier
- Anatra, Jewdokija Wassiljewna, russische Pilotin
- Anatsui, El (* 1944), ghanaisch-nigerianischer Bildhauer

#### Anau
- Anaukpetlun (1578–1628), König von Ava im heutigen Myanmar, sorgte für die Wiedervereinigung des birmanischen Königreiches

#### Anaw
- Anaw, Jechiel ben Jekutiel († 1289), rabbinischer Autor
- Anaw, Zedekia ben Abraham, italienisch-jüdischer Gelehrter
- Anawat Koedsombat (* 1999), thailändischer Fußballspieler
- Anawati, Georges C. (1905–1994), ägyptischer Dominikaner, Islamwissenschaftler und Förderer des Interreligiösen Dialogs
- Anawin Jujeen (* 1987), thailändischer Fußballspieler
- Anawrahta, Herrscher von Bagan

#### Anax
- Anaxagoras, griechischer Bildhauer
- Anaxagoras († 428 v. Chr.), griechischer PhilosophAnaxagoras († 428 v. Chr.)

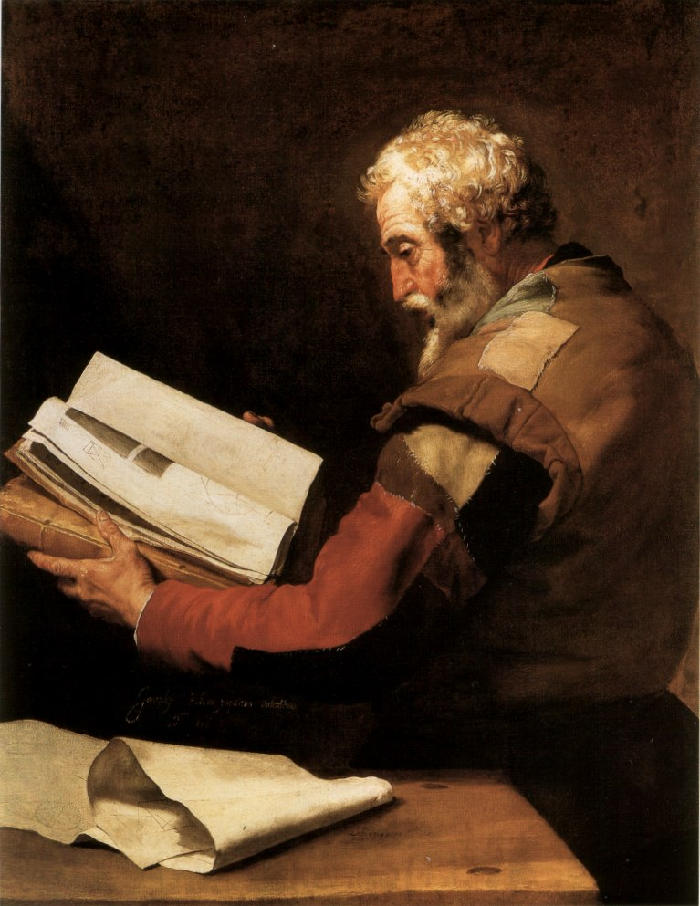
Anaxagoras († 428 v. Chr.)

- Anaxandra, antike griechische Malerin
- Anaxandridas I., Sohn des Theopompos
- Anaxandridas II., spartanischer König
- Anaxandrides, griechischer Komödiendichter
- Anaxarch, griechischer Philosoph
- Anaxenor, griechischer Kitharöde
- Anaxibios († 388 v. Chr.), spartanischer Harmost und Nauarch
- Anaxilas († 476 v. Chr.), Tyrann von Rhegion und Messana
- Anaxiles, antiker griechischer Goldschmied
- Anaximander, vorsokratischer griechischer Philosoph
- Anaximenes, vorsokratischer Naturphilosoph
- Anaximenes von Lampsakos, griechischer Historiker und Rhetor

#### Anay
- Anay, Hilal, türkische Schauspielerin
- Anaya y Diez de Bonilla, Gerardo (1881–1958), mexikanischer Geistlicher und Bischof von San Luis Potosí
- Anaya y Diez de Bonilla, José Gabriel (1895–1976), mexikanischer Geistlicher und Bischof von Zamora
- Anaya y Gutiérrez, José Homobono (1836–1906), mexikanischer Geistlicher und Bischof von Chilapa
- Anaya, Carlos (1777–1862), uruguayischer Politiker, Präsident von Uruguay
- Anaya, Darlene (* 1961), US-amerikanische Judoka
- Anaya, Elena (* 1975), spanische SchauspielerinElena Anaya (* 1975)

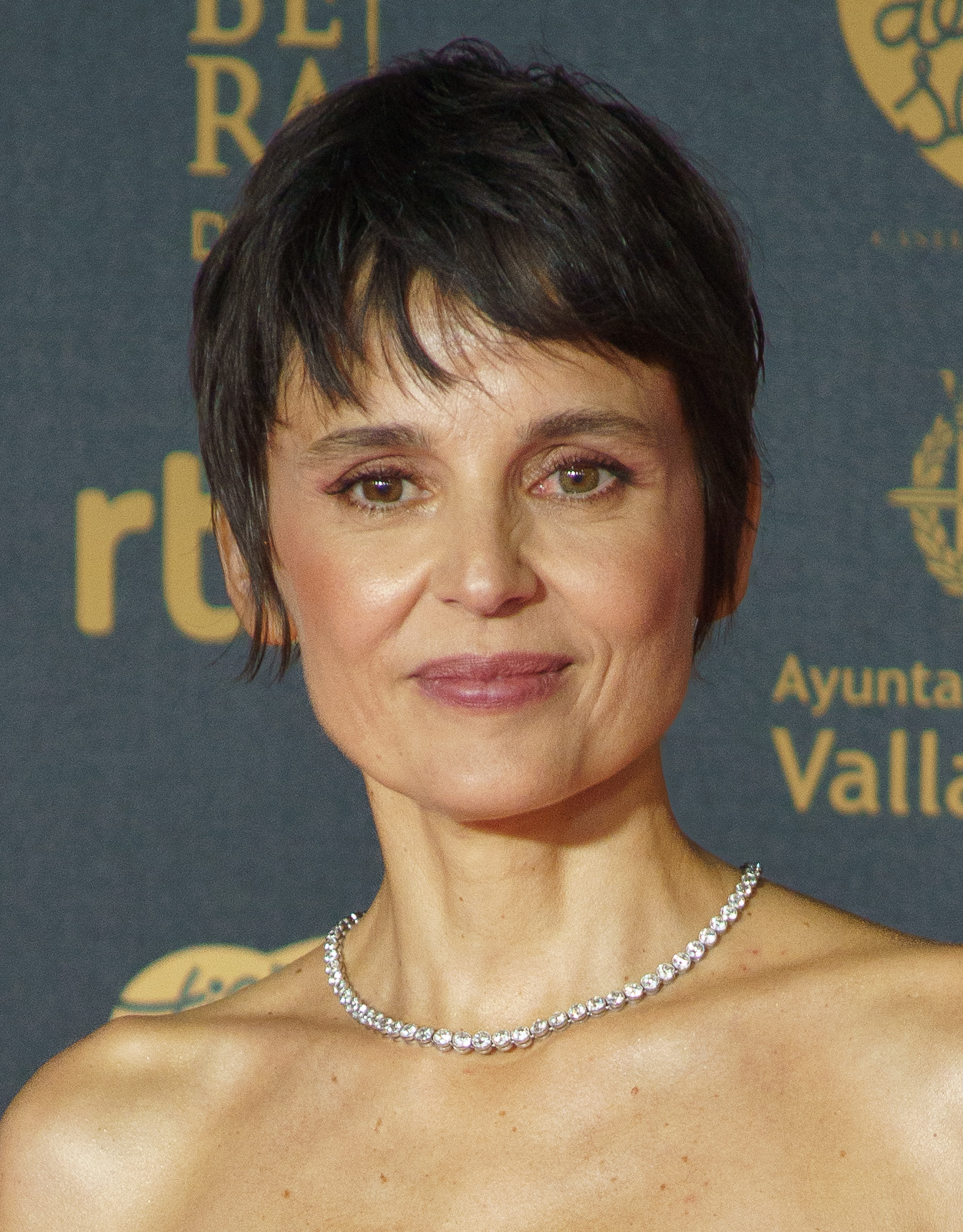
Elena Anaya (* 1975)

- Anaya, James (* 1958), US-amerikanischer Menschenrechtsanwalt
- Anaya, Jorge (1926–2008), argentinischer Militär und Politiker
- Anaya, Romeo (1946–2015), mexikanischer Boxer im Bantamgewicht
- Anaya, Rudolfo (1937–2020), US-amerikanischer Schriftsteller und Hochschullehrer
- Anaya, Sergio (* 1942), mexikanischer Fußballspieler
- Anaya, Toney (* 1941), US-amerikanischer Politiker
- Anayama, Nobukimi (1541–1582), Samurai der Sengoku-Zeit

#### Anaz
- Anaz, Hakan (* 1969), australischer Fußballschiedsrichterassistent
- Anazi, Awad al- (* 1968), saudi-arabischer Fußballspieler

### Anb
- Anbar, Mohammad al- (* 1985), saudi-arabischer Fußballspieler
- Anbar, Youssef (* 1961), saudi-arabischer Fußballtrainer
- Anbari, Abu Ali al- († 2015), irakischer Offizier, Person des Islamischen Staates
- ʿAnbasa ibn Suhaim al-Kalbī, moslemischer Statthalter von Al-Andalus (721–726)
- Anbeek, Ton (* 1944), niederländischer Autor und Literaturwissenschaftler
- Anbeh, Suzan (* 1970), deutsche Schauspielerin und ehemaliges Model
- Anbesa, Adanech (* 1998), äthiopische Mittelstreckenläuferin
- Anbinder, Sulamith Israilewna (1904–1977), sowjetische Bildhauerin
- Anbuhl, Jürgen (1940–2022), deutscher Pädagoge und Politiker (SPD), MdB

### Anc
- Anca, Adrian (* 1976), rumänischer Fußballspieler und -trainer
- Anca, Dan (1947–2005), rumänischer Fußballspieler und -trainer
- Anca, Sorin (* 1972), rumänischer Künstler
- Ancajas, Jerwin (* 1992), philippinischer Boxer im Superfliegengewicht
- Anceau, Éric (* 1966), französischer Historiker
- Anceaux, Bérenger (* 1995), französischer Schauspieler
- Anceaux, Johannes Cornelis (1920–1988), niederländischer Austronesist und Linguist
- Ancel, Jean (1940–2008), rumänisch-israelischer Historiker
- Ancel, Marc (1902–1990), französischer Jurist
- Ancel, Michel (* 1972), französischer Designer von Computerspielen
- Ancelin Schützenberger, Anne (1919–2018), französische Psychotherapeutin und Hochschullehrerin
- Ancelis, Petras (* 1950), litauischer Jurist, Kriminalist, Rechtswissenschaftler und Professor für Strafverfahrensrecht
- Ancelot, Jacques-François (1794–1854), französischer Autor
- Ancelot, Virginie (1792–1875), französische Schriftstellerin und Malerin
- Ancelotti, Carlo (* 1959), italienischer Fußballspieler und -trainerCarlo Ancelotti (* 1959)

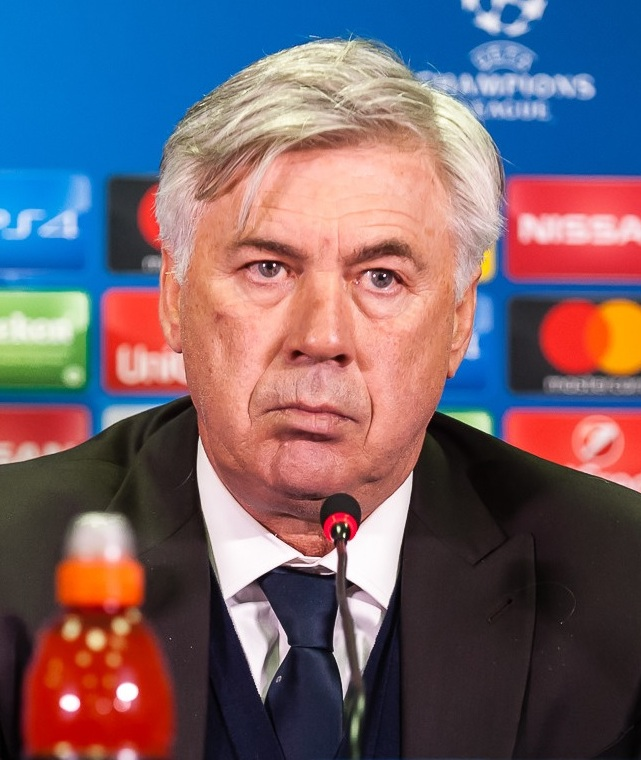
Carlo Ancelotti (* 1959)

- Ancelovici, Gaston André (1945–2017), chilenisch-kanadischer Dokumentarfilmer
- Ančerl, Karel (1908–1973), tschechoslowakischer Dirigent
- Ancey, Georges (1860–1917), französischer Schriftsteller und Dramatiker
- Ancharano, Petrus de († 1416), italienischer Jurist
- Ancharia, erste Gattin des Gaius Octavius, des Vaters des Kaisers Augustus
- Anchbajar, Otgonbajaryn, mongolischer Biathlet
- Anchcherednefer, altägyptischer Beamter
- Anchefenchons, Hohepriester in Theben
- Anchén, Jorge (* 1980), uruguayischer Fußballspieler
- Anchenespepi I., Königin der altägyptischen 6. Dynastie
- Anchenespepi II., Königin der altägyptischen 6. Dynastie
- Anchenespepi III., Königin der altägyptischen 6. Dynastie
- Anchenespepi IV., Königin der altägyptischen 6. Dynastie
- Ancher, Anna (1859–1935), dänische Malerin des Impressionismus
- Ancher, Helga (1883–1964), dänische Malerin
- Ancher, Michael (1849–1927), dänischer Maler des Impressionismus
- Ancher, Povl († 1697), Bornholmer Widerstandskämpfer
- Anchesenamun, Gemahlin des TutanchamunAnchesenamun

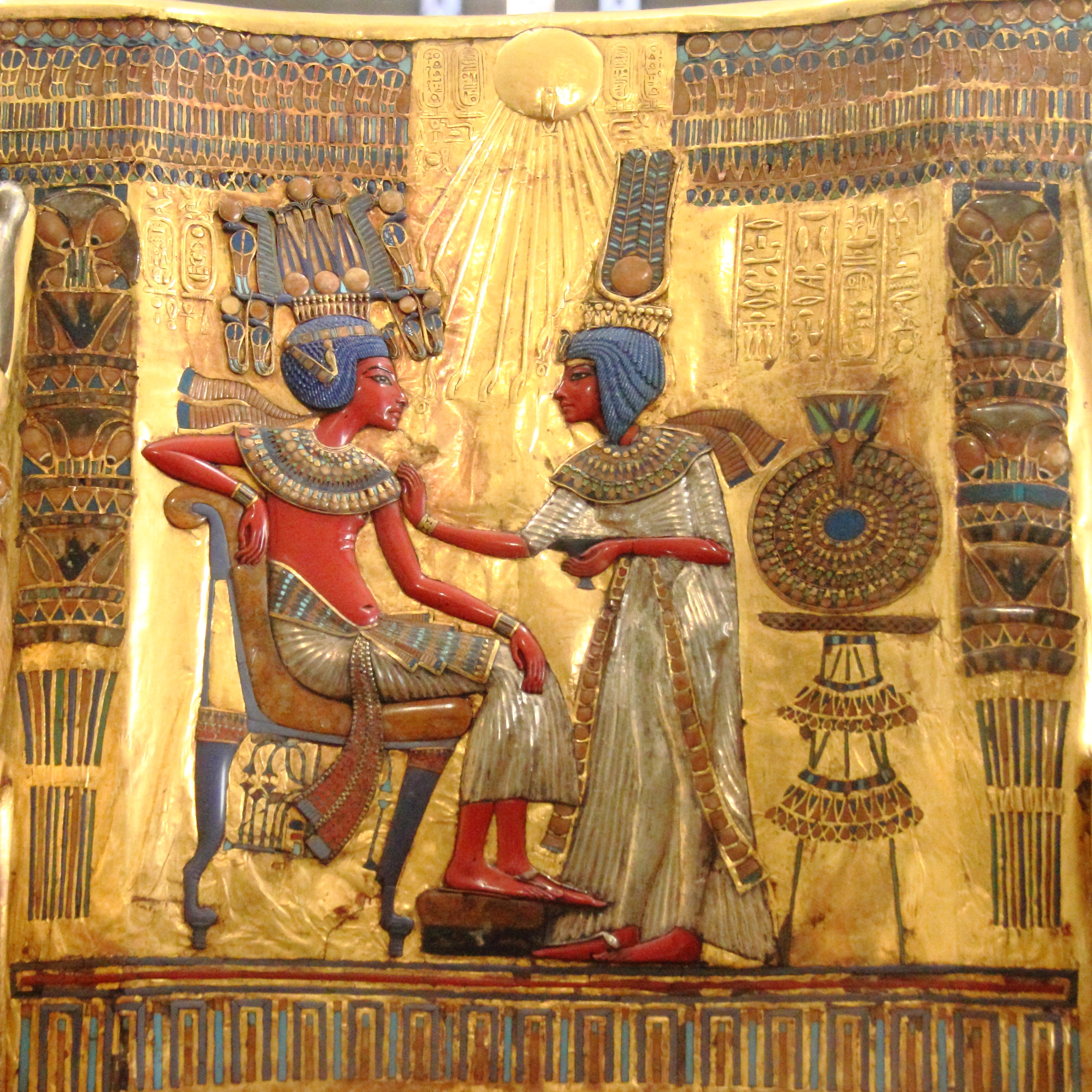
Anchesenamun

- Ancheta, Atilio (* 1948), uruguayischer Fußballspieler
- Ancheta, Gonzalo (* 1987), uruguayischer Fußballspieler
- Anchhaf, altägyptischer Prinz
- Anchhaf, Schatzhausvorsteher
- Anchhor, altägyptischer Beamter der 26. Dynastie
- Anchi, altägyptischer Beamter der 6. Dynastie
- Anchieri, Germán (* 1979), uruguayischer Ruderer
- Anchieta, José de (1534–1597), spanischer Missionar, Jesuit und Sprachforscher
- Anchimiuk, Jeremiasz (1943–2017), polnischer Geistlicher und Erzbischof der Polnisch-Orthodoxen Kirche
- Anchimolios, Feldherr von Sparta, Sohn des Aster
- Anchisa Chanta (* 2002), thailändische Tennisspielerin
- Anchka, altägyptischer Beamter der 1. Dynastie
- Anchmare, Prinz der altägyptischen 4. Dynastie
- Anchmeryre, altägyptischer Wesir
- Anchnesneferibre, Tochter von Psammetich II., Gottesgemahlin des Amun
- Anchondo, Andrés (* 1962), mexikanischer Bogenschütze
- Anchondo, Mike (* 1982), US-amerikanischer Boxer im Superfedergewicht und Normalausleger
- Anchorena, Joaquín Samuel de (1876–1961), argentinischer Politiker, Bürgermeister von Buenos Aires
- Anchorena, Manuel de (1933–2005), argentinischer Diplomat
- Anchorena, Tomás de (1783–1847), argentinischer Politiker
- Anchóriz, Leo (1932–1987), spanischer Schauspieler
- Anchrum, Tremayne (* 1998), US-amerikanischer American-Football-Spieler
- Anchtschimeg, Bajanmönchiin (* 1983), mongolische Schachspielerin
- Anchu, ägyptischer Wesir
- Anchwennefer, Gegenpharao der Ptolemäerzeit
- Anciaux, Bert (* 1959), belgischer Politiker, Senator, Mitglied der Abgeordnetenkammer und Minister
- Ančić, Mario (* 1984), kroatischer TennisspielerMario Ančić (* 1984)

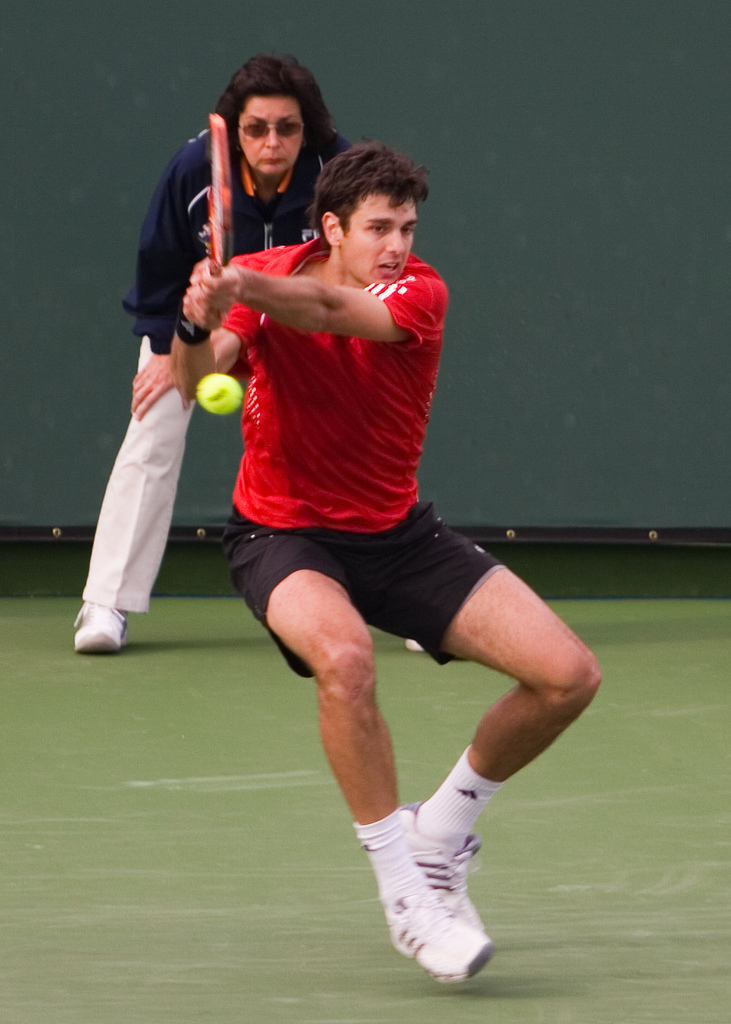
Mario Ančić (* 1984)

- Ančić, Mladen (* 1955), bosnisch-herzegowinischer Historiker kroatischer Volkszugehörigkeit
- Ančić, Sanja (* 1988), kroatische Tennisspielerin
- Ancich, Hendi (1937–2017), US-amerikanischer Schiedsrichter im American Football
- Ančička, Martin (* 1974), deutsch-tschechischer Eishockeyspieler
- Ančička, Tobias (* 2001), deutscher Eishockeytorwart
- Ancillon, Charles (1659–1715), französisch-deutscher Jurist und Diplomat
- Ancillon, David der Ältere (1617–1692), französischer, später preußischer reformierter Theologe
- Ancillon, David der Jüngere (1670–1723), preußischer reformierter Theologe und Diplomat
- Ancillon, Jean Pierre Frédéric (1767–1837), preußischer Staatsmann, Philosoph und Erzieher des späteren Königs Friedrich Wilhelms IV.
- Ancillon, Louis Frédéric (1740–1814), preußischer französisch-reformierter Theologe
- Ancillotto, Giannino (1896–1924), italienischer Jagdflieger im Ersten Weltkrieg
- Ancilotto, Alberto (1903–1971), italienischer Kurzfilmregisseur
- Ancion, Jules (1924–2011), niederländischer Hockeyspieler
- Anciuti, Johann Maria (1674–1744), Mailänder Musikinstrumentenbauer
- Anckarstjerna, Cornelius (1655–1714), schwedischer Admiral und Freiherr
- Anckarström, Jacob Johan (1762–1792), schwedischer AttentäterJacob Johan Anckarström (1762–1792)

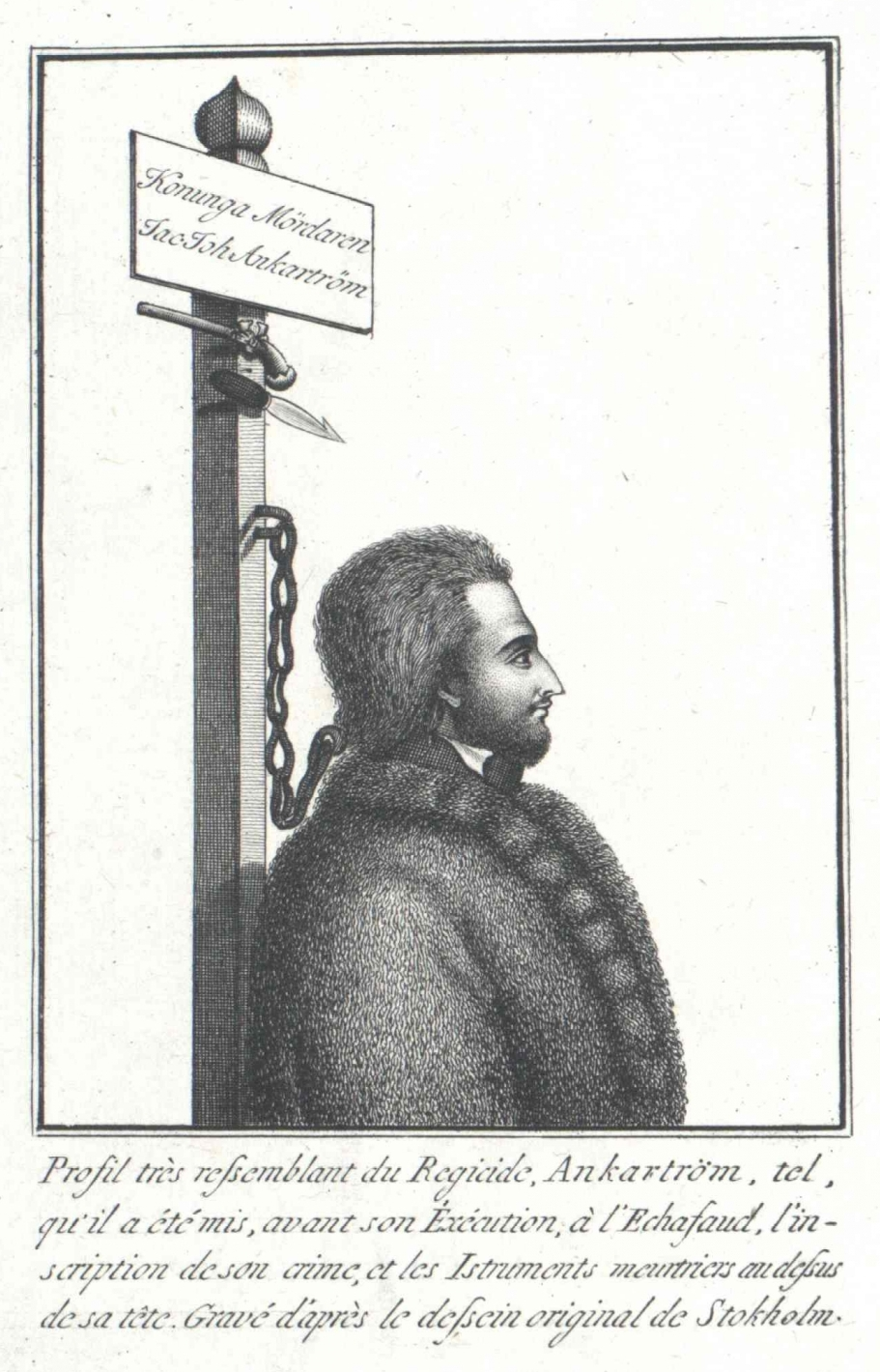
Jacob Johan Anckarström (1762–1792)

- Anckarswärd, Karl Henrik (1782–1865), schwedischer Oberst und Politiker
- Anckelmann, Eberhard (1641–1703), evangelischer Theologe, Sprachforscher und Orientalist
- Anckelmann, Johann Julius (1692–1761), deutscher Jurist und Oberaltensekretär der Freien und Hansestadt Hamburg
- Anckelmann, Wolf Albrecht (1613–1684), deutscher evangelischer Domdechant
- Ancken, Wichboldt von, deutscher Politiker und erster Bürgermeister der Festung Glückstadt
- Ancken, Wolfgang von (* 1946), deutscher Politiker (CDU), Landrat des Kreises Rendsburg-Eckernförde
- Ancker, Carl Andreas (1828–1857), Stifter des Anckerschen Legates
- Ancker, Edinger (1909–1986), deutscher Jurist und SS-Führer
- Ancker, Heinrich (1820–1881), deutscher Kaufmann und preußischer Abgeordneter
- Ancker, Heinrich (1850–1900), deutscher Spediteur und Politiker, MdR
- Ancker, Heinrich (1886–1960), deutscher Marineoffizier, zuletzt Vizeadmiral im Zweiten Weltkrieg
- Ancker-Johnson, Betsy (1927–2020), amerikanische Physikerin und Professorin
- Anckermann, Daniel, deutscher Bildhauer und Stuckateur der Spätrenaissance
- Anckermann, Ricardo (1842–1907), deutsch-spanischer Maler
- Anclais, Danny (* 1980), deutscher Handballspieler und -trainer
- Anclam, Kurt (* 1918), deutscher LDPD-Funktionär, MdV, Mitglied des Staatsrates der DDR
- Ancona, Hedy d’ (* 1937), niederländische Politikerin, MdEP, Geographin und Soziologin
- Ancona, Mario (1860–1931), italienischer Sänger und Musikpädagoge
- Ancona, Sydenham Elnathan (1824–1913), US-amerikanischer Politiker
- Anconina, Richard (* 1953), französischer Schauspieler
- Ancrenaz, Jean-Louis (1814–1879), Schweizer Politiker
- Ancsin, Gábor (* 1990), ungarischer Handballspieler
- Ancumanus, Bernardus († 1666), Theologe
- Ancus Marcius († 616 v. Chr.), mythischer vierter König von RomAncus Marcius († 616 v. Chr.)

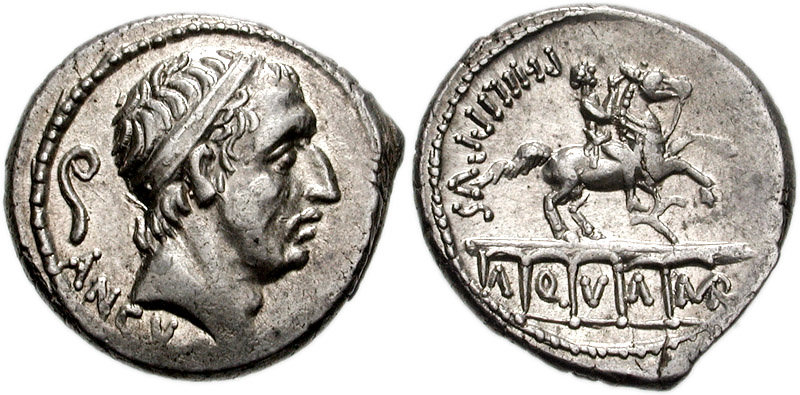
Ancus Marcius († 616 v. Chr.)

- Ancuța, Dimitrie (* 1937), rumänischer Politiker (PCR)
- Anczok, Zygmunt (* 1946), polnischer Fußballspieler
- Anczyc, Siegmund (1783–1855), polnischer Theaterschauspieler und -Direktor
- Anczyc, Władysław Ludwik (1823–1883), polnischer Schriftsteller
- Anczykowski, Christoph (* 1958), deutscher Risszeichner bei der Serie Perry Rhodan